# 若泽·贝尔特朗
若泽·贝尔特朗（葡萄牙語：José Beltrão，1905年11月27日—1948年4月6日），葡萄牙男子马术运动员。他曾代表葡萄牙参加1936年夏季奥林匹克运动会马术比赛，获得团体场地障碍赛铜牌和个人场地障碍赛第6名。